# Cook County, Minnesota
Cook County är ett administrativt område i delstaten Minnesota, USA. År 2010 hade countyt 5 176 invånare. Den administrativa huvudorten (county seat) är Grand Marais.
Grand Portage nationalmonument ligger i countyt.

## Politik
Cook County tenderar att rösta för demokraterna. Demokraternas kandidat har vunnit området i 78 procent av presidentvalen sedan 1980. Även historiskt har demokraterna varit starka i området, särskilt under 1930- och 40-talen.

## Geografi
Enligt United States Census Bureau har countyt en total area på 8 650 km². 3 757 km² av den arean är land och 4 893 km² är vatten.

### Angränsande countyn
- Lake County, Minnesota - väst
- gränsar till Ontario, Kanada